# Hans van der Meulen
Hans van der Meulen (Emmen, 30 maart 1953) is een Nederlandse expeditieklimmer. Hij heeft als enige Nederlander vijf toppen boven de 8000-metergrens beklommen. Ook wist hij in 1997 als teamlid van de eerste Nederlandse Noordpoolexpeditie te voet de Noordpool te bereiken. In 2002 werd Van der Meulen voor zijn prestaties als expeditieklimmer benoemd tot Ridder in de Orde van de Nederlandse Leeuw.

## Levensloop
Na Mulo-, Havo- en CIOS-opleiding (atletiektrainer en tennisleraar) specialiseerde hij zich in diverse outdoorsporten. Tijdens zijn eerste werkzaamheden als sport- en groepsleider bij de Outward Bound School in Ulvenhout, rondde hij diverse opleidingen af, zoals bergsportinstructeur, skileraar en windsurfinstructeur.
Van 1983 t/m 1997 had Van der Meulen een eigen buitensportbedrijf ('Pulka Treks'), vanuit een zelf verbouwde Alpenhut op 2000 meter hoogte in Briançon, in de Franse Alpen. De hut werd wekelijks bevoorraad met behulp van pulka's - een platte transportslede.  Deze werden door Van der Meulen en zijn twee sledehonden voortgetrokken. De winteractiviteiten waren langlauftoerskitochten, telemarken, toerskiën en rackettochten. ‘s Zomers werd er met groepen geraft op de Durance. In 1988, na een lawine-ongeval, verhuisde hij naar een minder risicovolle vallei nabij Névache in Fontcouverte. Hier verbouwde hij opnieuw een Alpenchalet en breidde hij de zomeractiviteiten uit met kampeertrektochten, rotsklimmen, canyoning en mountainbiken.
Eind 1997 keerde hij terug naar Nederland en ging werken bij een door een kennis aangekocht failliet voedingsbedrijf. Eerst als werknemer en vanaf 2003 als eigenaar van Adventure Food. In hetzelfde jaar kocht hij in Maarsbergen een bedrijfspand om instantmaaltijden te produceren. Voordat hij in 2009 het bedrijf verkocht, was er een exportmarkt naar tien landen. Na de verkoop is Van der Meulen binnen Adventure Food werkzaam gebleven.

## Expeditieklimmen
Hans van der Meulen maakt deel uit van een gezelschap van klimmers dat de hoogste bergen beklimt zonder gebruik te maken van extra zuurstof. Van der Meulen beschouwt dit als een ethische keuze. Hij zegt daarover:  
“Een hoge top halen is tegenwoordig niet zo’n groot probleem meer, de Mount Everest en de K2 krijgen pas echt betekenis als je ze op eigen kracht beklimt, zonder extra zuurstof. De manier waarop de top gehaald wordt, de weg er naar toe, is voor mij belangrijker dan het bereiken van de top.”
Van der Meulen wist in 1995 samen met Cas van de Gevel de zwaargewonde Wilco van Rooijen met een levensreddende actie de flanken van de K2 af te krijgen.
Tijdens zijn eerste expedities beklom Van der Meulen samen met Ronald Naar als expeditieleider de Gasherbrum II (1988), de Mount Everest (1992) en de K2 (1995). Daarna organiseerde hij zijn eigen expedities.

## Achtduizenders
- 1988 Gasherbrum II; 8035 m. (1e Nederlander, 25/06)
- 1992 Mount Everest; 8850 m. (via Nepal, bevriezingen, top niet gehaald; tot 8400m)
- 1995 K2; 8611 m. (1e Nederlander zonder extra zuurstof, 17/07).
- 1998 Shishapangma; 8008 m. (06/05)
- 1998 Cho Oyu; 8201 m. (1e Nederlander 2x 8000+ tijdens één expeditie, 22/05)
- 2000 Mount Everest; 8850 m. (via noordzijde, top niet bereikt; tot 8400 m.)
- 2002 Mount Everest; 8850 m. (via noordzijde, 1e Nederlander zonder extra zuurstof, geen fotobewijs[2], 30/05)
- 2005 Dhaulagiri; 8172 m. (met Zwitsers team, top niet bereikt)

## Andere markante bergen
- 2010 Korshenevskaya; 7105 m. en Ismail Samanipiek; 7495 m. in Tadzjikistan (1e Nederlander die de twee toppen tijdens één expeditie bereikt).
- 2012 Kilimanjaro; 5895 m.
- 2016 Leninpiek; 7134 m. in Kirgizië.
- 2017 Aconcagua; 6962 m. in Argentinië; via de 'Direct Polish Route'.
- 2017 Khan Tengri; 7010 m. in Kirgizië.